# منطقة J2 (القدس)

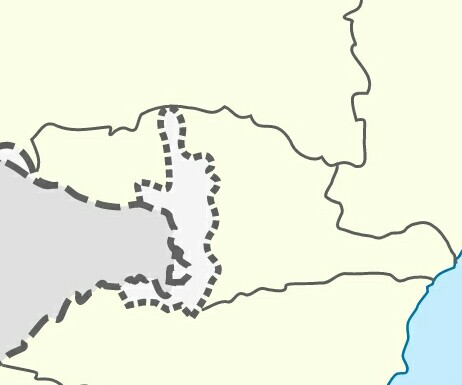

منطقة J2 في مدينة القدس هي منطقة تابعة لمحافظة القدس في فلسطين. وتضم هذه التجمعات: رافات، ومخماس، ومخيم قلنديا، وجبع وتجمعها البدوي، وقلنديا، وبيت دقو، والجديرة، والرام وضاحية البريد، وبيت عنان، والجيب، وبير نبالا، وبيت إجزا، والقبيبة، وخربة أم اللحم، وبدو، والنبي صموئيل، وحزما، وبيت حنينا التحتا، وقطنة، وبيت سوريك، وبيت إكسا، وعناتا وتجمعها البدوي، والخان الأحمر، والزعيم، والعيزرية، وأبو ديس وتجمعها البدوي، والسواحرة الشرقية والشيخ سعد.